# Джафаров, Мушфиг Джафар оглы
Мушфиг Джафар оглы Джафаров (азерб. Cəfərov Müşfiq Cəfər oğlu; род. 26 июля 1981, Кировабад) — азербайджанский государственный деятель. Депутат парламента Азербайджана VI и VII созывов.

## Биография
Родился 26 июля 1981 года в г. Гянджа. Окончил Азербайджанский государственный аграрный университет, сельскохозяйственно-экономический факультет по специальности «Экономика производства сельскохозяйственной продукции и управление». Магистр.
Окончил курс государственного управления Миннесотского университета.
С 2005 по 2009 год являлся председателем молодёжного общественного объединения «Мост в будущее» г. Гянджи.
С 2012 по 2013 год являлся исполнительным директором ООО «Afra» Огузского района.
С 2013 по 2020 год являлся начальником Главного управления спорта г. Гянджа.
Член партии Новый Азербайджан.
Депутат Национального собрания Азербайджана VI созыва.
Член аграрного комитета, комитета молодёжи и спорта парламента Азербайджана.
Руководитель межпарламентской рабочей группы Азербайджан — Колумбия.
Член азербайджанской делегации в Парламентской ассамблее Евронест.
В 2024 году на парламентских выборах в Азербайджане, которые состоялись 1 сентября, одержал победу в Гянджа-Самух-Геранбойском избирательном округе №41. Официально стал депутатом Милли Меджлиса Азербайджана седьмого созыва, первое заседание которого состоялось 23 сентября 2024 года.

## Награды
- Медаль «Прогресс» (30 января 2017, за плодотворную деятельность в области работы с молодежью в Азербайджанской Республике)[3]